# Keke
«Keke» (стилизовано как «KEKE») — песня, написанная и исполненная американскими рэперами 6ix9ine, Fetty Wap и A Boogie wit da Hoodie. Песня была выпущена 14 января 2018 года на лейбле ScumGang Records и спродюсирована WalteezyAFN и является третьим синглом 6ix9ine с его дебютного микстейпа Day69 (2018).

## Предыстория
Отрывок песни был впервые продемонстрирован 6ix9ine в конце 2017 года в его Instagram, а утечка песни произошла 29 декабря 2017 года.

## Музыкальное видео
Премьера клипа состоялась на официальном YouTube-канале WorldStarHipHop 14 января 2018 года. Он был снят режиссёром Figure Eight Films, в нём 6ix9ine, Fetty Wap и Boogie wit da Hoodie на улицах Нью-Йорка, в том же духе, что и музыкальные клипы 6ix9ine «Gummo», «Kooda» и «Billy».

## Коммерческий успех
Песня вошла под номером 63 в американский чарт Billboard Hot 100, достигнув высшей позиции под номером 43 в чарте от 3 февраля 2018 года.

## Позиции в чартах
| Чарт (2018)                           | Высшая позиция |
| ------------------------------------- | -------------- |
| Словакия (Singles Digitál Top 100)    | 91             |
| США Billboard Hot 100                 | 43             |
| США Hot R&B/Hip-Hop Songs (Billboard) | 22             |
| США Hot Rap Songs (Billboard)         | 20             |

## Сертификации
| Регион | Сертификация | Продажи |
| --- | ------------ | ------- |
| Канада (Music Canada) | Золотой      | 40 000  |
| США (RIAA) | Золотой      | 500 000 |
| * Данные о продажах приведены только на основе сертификации. · ^ Данные о тиражах приведены только на основе сертификации. · Данные о продажах + прослушиваниях приведены только на основе сертификации. |              |         |